# Albert Kwesi Ocran
Albert Kwesi Ocran (* 21. Juli 1929; † 23. März oder 24. März 2019 in Brakwa, Asikuma/Odoben/Brakwa District) war ein ghanaischer Militär und Politiker. Im Rang eines Obersts (Colonel) war Ocran Kommandant der ersten Brigade in Accra und als solcher entscheidend am Staatsstreich gegen Kwame Nkrumah vom 24. Februar 1966 beteiligt.

## Staatsstreich gegen Nkrumah
Ocran wurde nach dem Sturz des ghanaischen Präsidenten Nkrumah vom 24. Februar 1966 im Alter von nur 36 Jahren Mitglied des Regierungsorgans der Militärjunta, dem National Liberation Council (NLC). Zwischen der Machtübernahme und dem 3. September 1969 regierte der Nationale Befreiungsrat (NLC), übergab die Regierungsgeschäfte jedoch Anfang September 1969 der Presidential Commission zur Vorbereitung des Übergangs der Regierungsgeschäfte an eine zivile Regierung. Ocran war zwischen dem 3. September 1969 und dem 7. August 1970 Mitglied der dreiköpfigen Presidential Commission und damit neben John Willie Kofi Harlley und Akwasi Amankwaa Afrifa, später Nii Amaa Ollennu einer der mächtigsten Männer Ghanas.
Ocran wurde nach der Machtübergabe an die zivile Regierung im Jahr 1969 in den Rang eines Brigadegenerals und später in den Rang des Generalmajors erhoben.
Ocran hatte den Vorsitz der ghanaischen Vereinigung der Veteranen (Veterans Association of Ghana, (VAG)) inne. Er ging im Rang eines Generalleutnants aus dem aktiven Dienst.

## Werke
- Politics of the Sword: A Personal Memoir on Military Involvement in Ghana and of Problems of Military Government. London: Rex Collings, 1977
- A Myth Is Broken: An Account of the Ghana Coup d'État of 24th February 1966. New York: Humanities Press, 1968

## Sonstiges
Ocran gehörte zum Volk der Fante. Durch Präsident Kufuor wurde er im Jahr 2006 aufgrund seiner Verdienste für Ghana besonders geehrt. Ocran wurde der Order of the Star of Ghana, der höchste zivile Orden Ghanas verliehen.